# Fathy Salama
Fathy Salama (Shubra El Khema, 27 maart 1969) is een Egyptische jazztoetsenist en componist.

## Biografie
Salama leerde voor het eerst de muziek van Umm Kulthum, Mohammed Abdel Wahab en Farid al-Atrash op de radio kennen, en later ook jazz. Op 6-jarige leeftijd begon hij piano te spelen. Op 13-jarige leeftijd trad hij op in de clubs in Caïro. De componist en jazzmuzikant Ossman Kareem introduceerde hem in de jazz. Tijdens bezoeken aan Noord-Amerika volgde hij lessen van Barry Harris, Sun Ra, Hal Galper en Pat Patrick. 
Tijdens de jaren 1980 componeerde en arrangeerde Salama voor zangers als Amr Diab, Ali Al Haggar en Anushka, met wie hij verschillende hits had in Egypte en de Arabische wereld. In 1989 richtte hij zijn band Sharkiat op, wiens albums ook in Europa werden uitgebracht. Later werkte hij ook met Embryo. Hij trad op met Roman Bunka en Malachi Favors in 1994 tijdens het JazzFest Berlin en in de daaropvolgende jaren toerde hij door Europa met de Zwitserse rockband The Maniacs. In Caïro trad hij ook op met flamencomuzikanten, met Al Di Meola en CubanaSon. Hij voegde ook Egyptische en elektronische muziek (Kouchari) samen. In 2011 steunde hij de opstand in Egypte, waar hij componeerde en concerten gaf voor jonge dichters en zangers. Fathy gaf ook masterclasses aan het Rytmisk Music Conservatory in Kopenhagen.

## Prijzen en onderscheidingen
Het album Egypt, dat hij produceerde voor Youssou N'Dour, ontving in 2005 een Grammy Award als beste wereldmuziekalbum. Dit album werd ook bekroond met een BBC Radio 3 Award for World Music. In 2000 werden zijn soundtracks voor Fallen Angels Paradise's en Signs Of April onderscheiden.

## Discografie
- 1991: Sharkiat Camel Dance (Face Music)
- 1996: Sharkiat Camel Road (Face Music)
- 2006: Sultany (Incognito Rec.; compilatie uit de beide albums met Sharkiat)